# Венера Анадіомена
«Венера Анадіомена» — картина Жана-Огюста-Домініка Енгра, що зображує богиню Венеру, яка виходить з морської піни. Експонується в Музеї Конде в Шантійї.

## Історія створення
Художник почав картину, яку він називав «Венера з амурами», в 1808 році, в період свого першого перебування в Римі зі статусом пенсіонера Французької Академії. «Просунутий ескіз» у половину людського зросту (98х57 см) очікував доопрацювання близько сорока років через відсутність бажаючих придбати картину. За словами автора, ескіз «захоплював» усіх. За повідомленням французького мистецтвознавця Шарля Блана, її 1817 року бачив у римській майстерні Енгра Теодор Жерико. У період свого перебування у Флоренції (1820—1824) Енгр мав намір використовувати цей ескіз при створенні великоформатного полотна для свого замовника маркіза де Пасторе, про це 2 січня 1821 художник писав одному зі своїх знайомих (Жіліберу). Енгр жалкував про те, що мав виконувати нецікаві йому замовлення, «у той час як я був сповнений вогню і натхнення для більшого і божественнішого». Відомо, що в 1823 художник знову спробував продовжити роботу над «Венерою з амурами» і знову відклав її.
Енгр дописав її в 1848 в Парижі, на прохання Бенжамена Делестра. Робота над картиною збіглася за часом з революційними подіями: «Це ще благодіяння Провидіння, що воно дозволило мені працювати в ці сумні моменти, і над чим? — над картиною „Венера і амури“», — писав художник у червні того ж року своєму другові.
Делестр відмовився від картини через те, що будова одного з колін Венери була зображена з неточностями. Того ж року Енгр продав полотно Фредеріку Резе, який був на той час куратором відділу малюнка Лувра. Робота експонувалася на Всесвітній виставці 1855 року, що пройшла в Парижі. Разом з усією колекцією Резе 1879 року «Венеру Анадіомену» придбав герцог Омальський.

## Сюжет
Як розповідає в «Теогонії» Гесіод, коли Кронос оскопив Урана, в море потрапило сім'я та кров останнього. З них утворилася білосніжна піна, з якої з'явилася дочка неба та моря, Афродіта (Венера) Анадіомена («пінороджена»).

## Композиція
На одному з підготовчих малюнків Енгр зобразив богиню, що лежала, пізніше він обрав позу Афродіти Кнідської. Художник надихався як античними зразками (серед іншого, Кларк називає дрібну пластику тієї епохи), а й картиною Боттічеллі «Народження Венери» — Енгр міг бачити її під час відвідування галереї Уффіці 1805 року. Ще на одному начерку Венера піднімає руки до грудей, а біля її ніг граються амури — їхнє положення майже без змін Енгр перенесе на картину. На малюнку 1806 року богиня зображена в момент, коли вона вичавлює волосся, піднявши праву руку над головою. Цей жест художник повторив у своїй картині «Джерело».
Тіло Венери, що виходить із моря, виділяється на тлі темно-синього неба і ще темнішої води. Один із амурів цілує її ногу, інший обіймає ліве коліно, третій простягає дзеркало, а четвертий випускає стрілу з лука у бік наяди далеко на задньому плані. Загальні контури групи амурів біля ніг богині та предметів, які вони тримають у руках, нагадують контури морської раковини, на якій з'явилася Венера.
Композиція картини пірамідальна, її рівновага посилюється тим, що лінія горизонту розділяє полотно майже на дві рівні частини. Сторони загостреного трикутника, в який вписується група персонажів, змикаючись прямо над головою Венери, фокусують погляд глядача на її обличчі.
На думку Кеннета Кларка, «боттічеллієвська лінія тут підкріплюється ретельним ліпленням обсягу в манері Рафаеля». Коли Адольф Тьєр перераховував переваги картини, що експонувалася на Всесвітній виставці, сам Енгр додав до них «моделювання світлом». Теофіль Готьє вважав, що ця картина краще за всіх творів мистецтва у світі передає дух античності.
Підготовчі малюнки зберігаються в музеї Енгра в Монтобані.

Ескізи
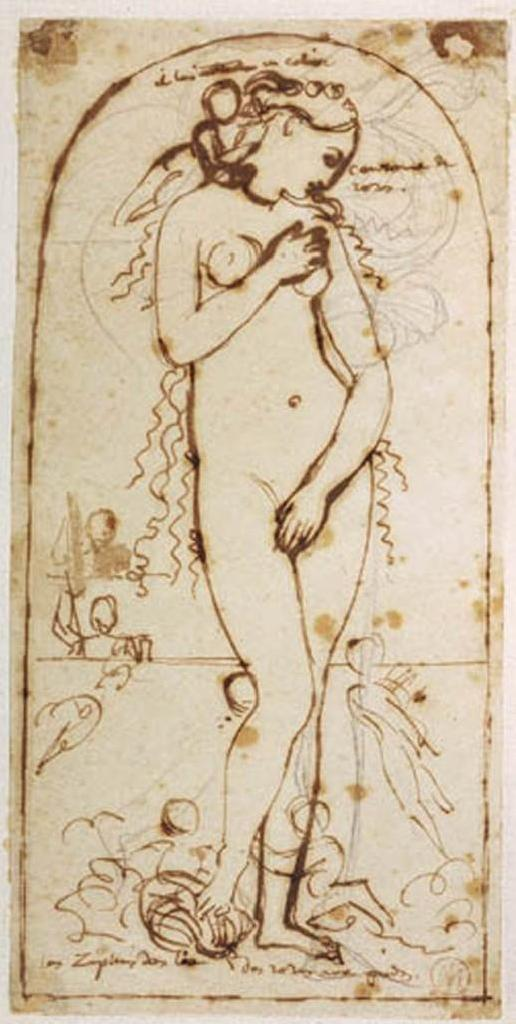
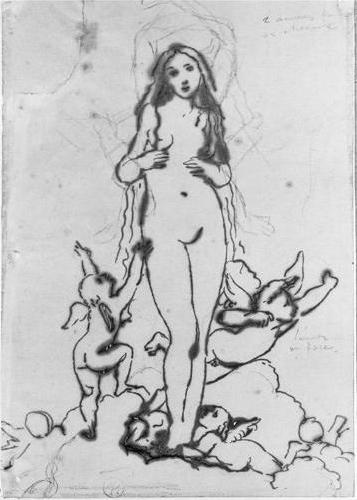
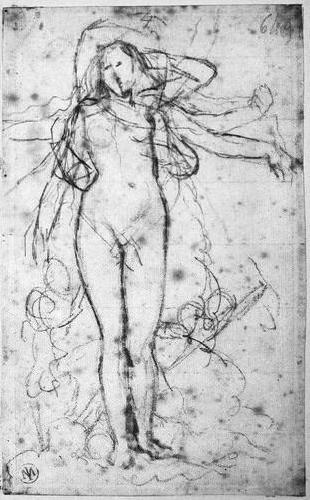
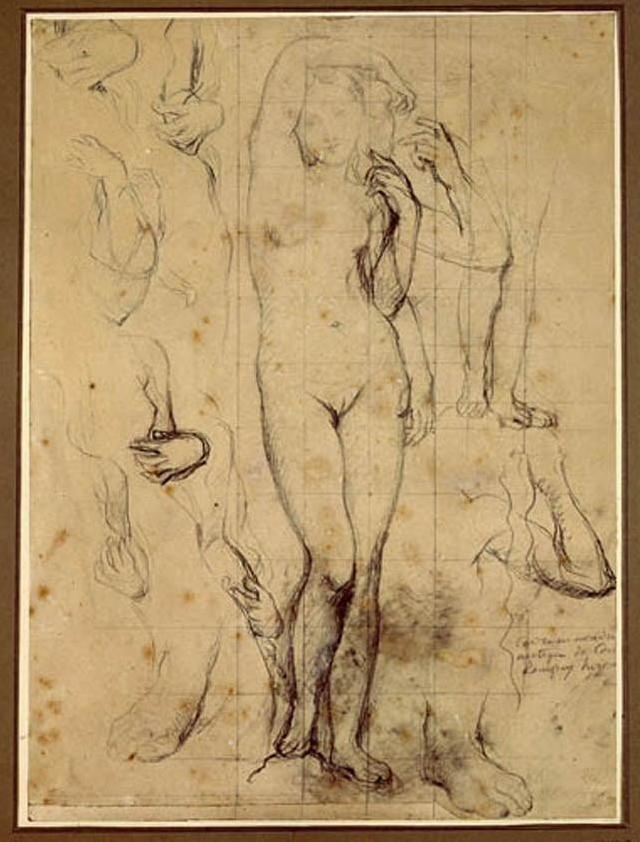

## Вплив
Картини Енгра надихнули кілька інших зображень Венери, зокрема Вільяма Бугро (1879), Теодора Шасеріо («Венера морська», 1838) та Аморі-Дюваля (1862). Зменшена версія зберігається в музеї Лувр.

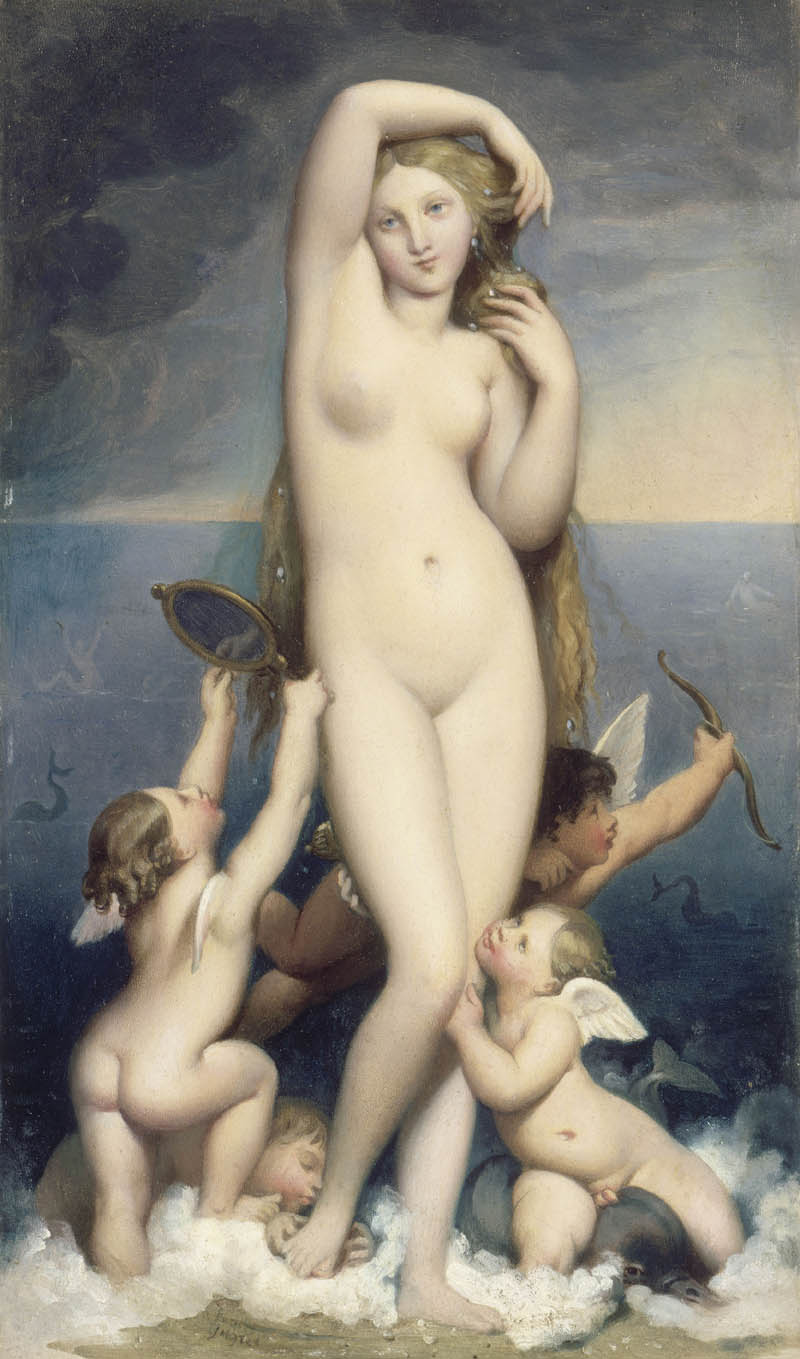
Зменшена копія Лувру
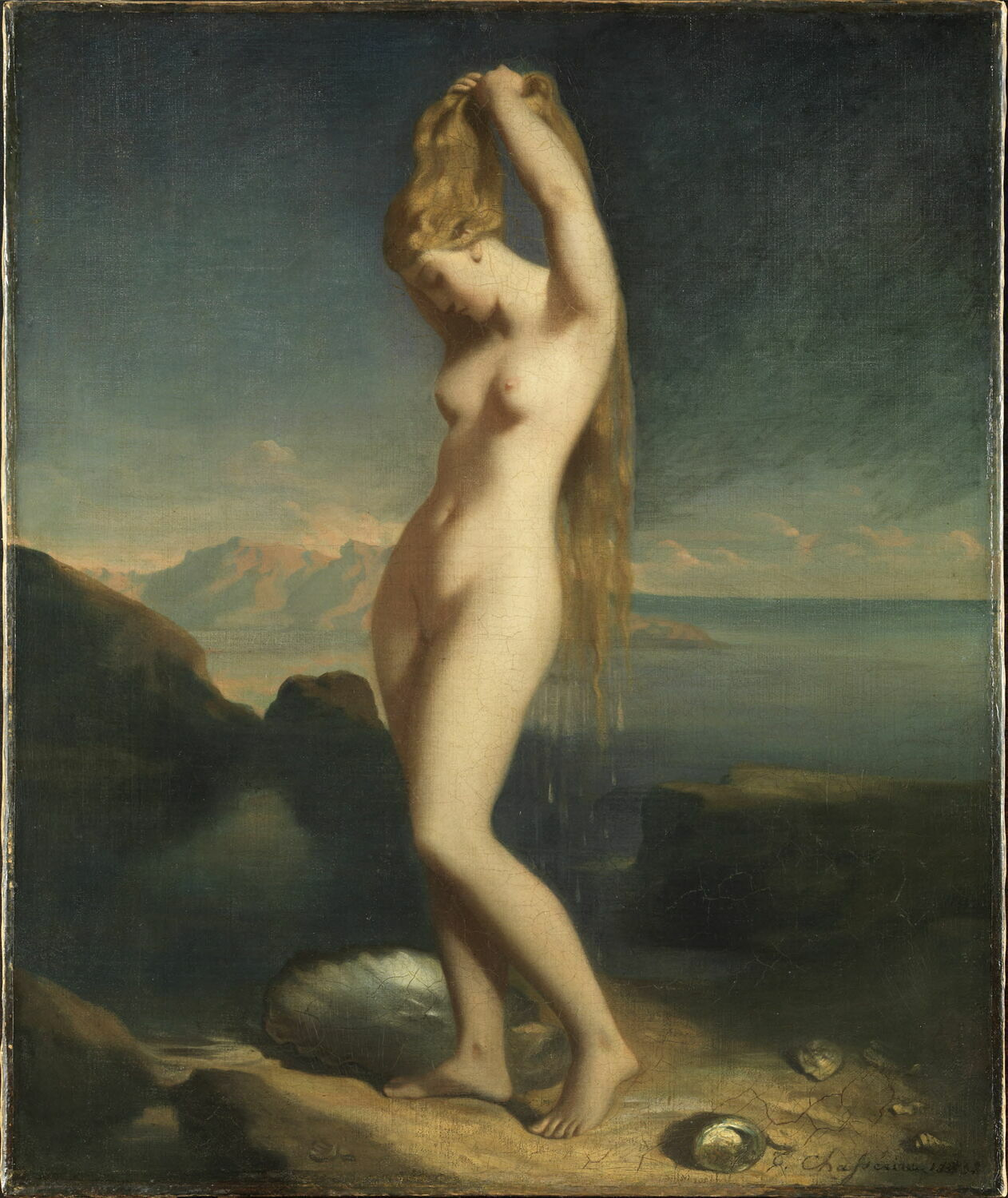
«Венера» Шассеріо
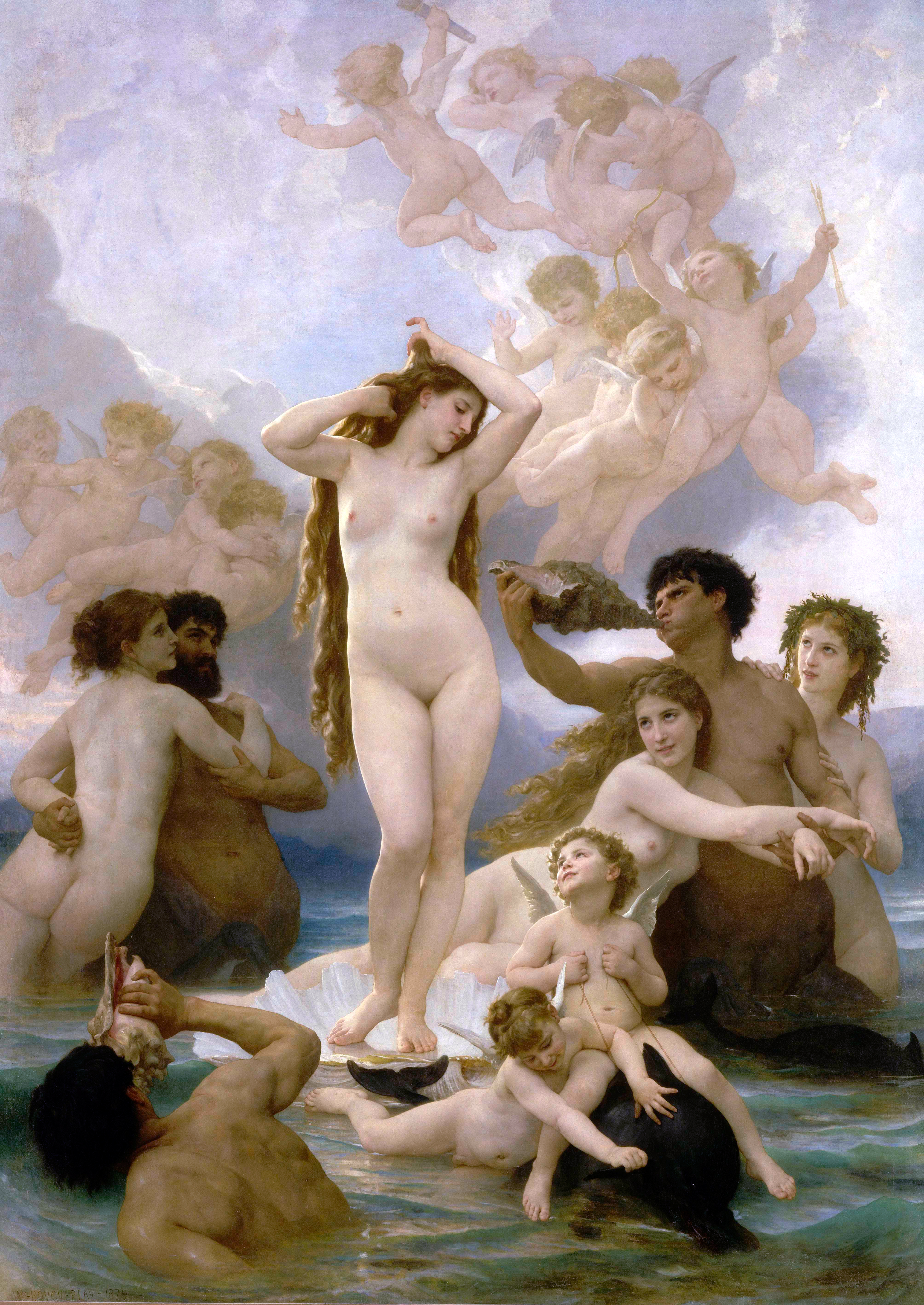
«Народження Венери» Бугро
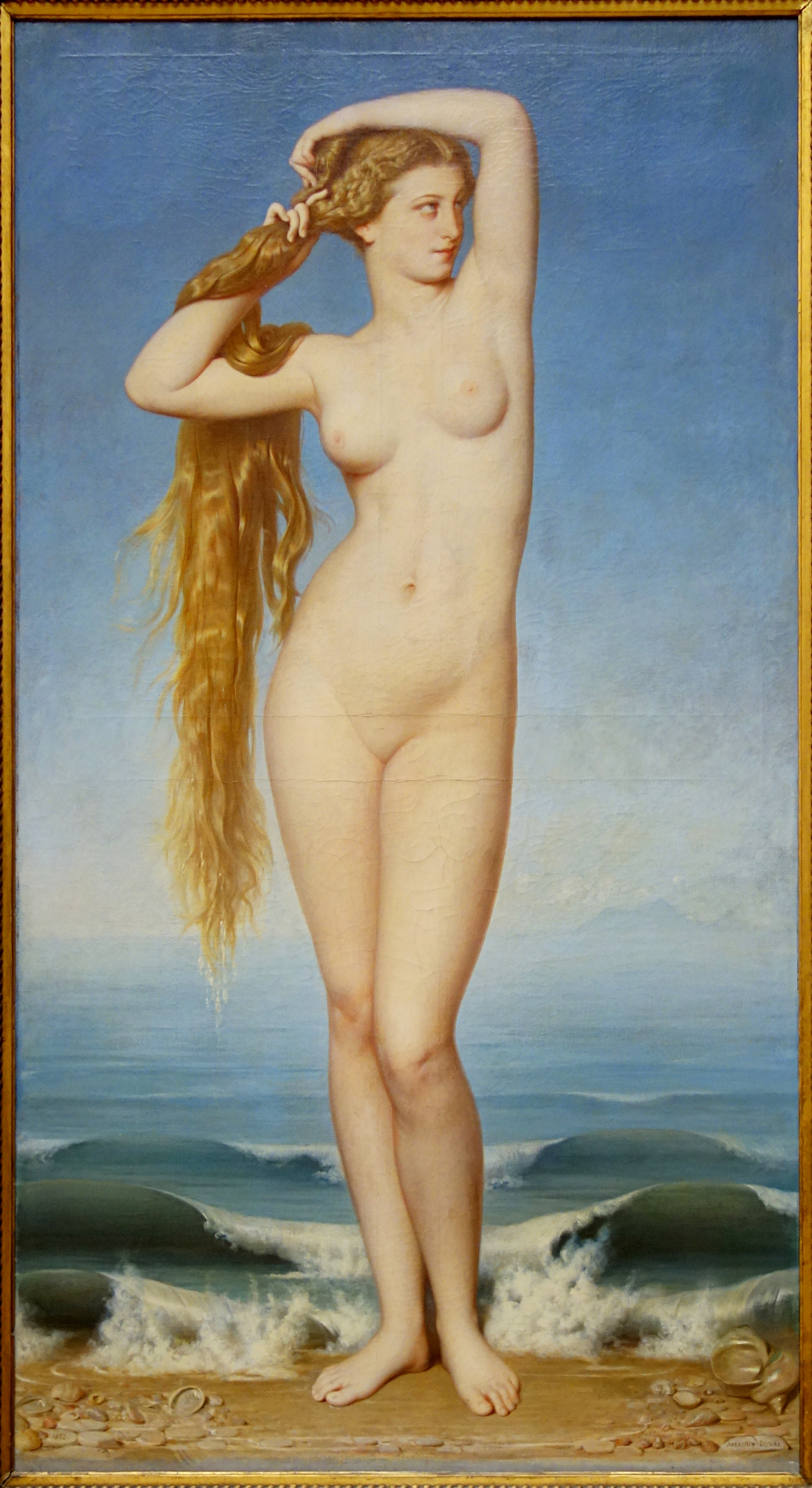
«Венера» Аморі-Дюваля